# Комаровка (Костанайская область)
Комаровка (каз. Комаров) — село в Денисовском районе Костанайской области Казахстана. Административный центр Комаровского сельского округа. Находится примерно в 64 км к западу от районного центра, села Денисовка. Код КАТО — 394043100.

## История
В 1915 году на переселенческом участке № 624 был образован посёлок Комаровский. К 1942 году посёлок прекратил существование. Современное село возникло в 1954 году как центральная усадьба зерносовхоза «Комаровский» и располагается западнее бывшего посёлка Комаровского.

## Население
В 1999 году население села составляло 891 человек (438 мужчин и 453 женщины). По данным переписи 2009 года в селе проживали 524 человека (266 мужчин и 258 женщин).